# Dadaisme
 Der er for få eller ingen kildehenvisninger i denne artikel, hvilket er et problem. Du kan hjælpe ved at angive troværdige kilder til de påstande, som fremføres i artiklen.

Dada (fra fransk dada, 'gyngehest', 'kæphest'), også kaldet dadaisme, er en strømning inden for billedkunst og litteratur, der startede i Zürich og senere fandt vej til Berlin, Köln, Hannover, Paris og New York. Dada eksisterede officielt 1916-1924, og var en direkte forløber for surrealismen.

## Historie
Dada havde ikke noget entydigt program, men kan bl.a. ses som en reaktion mod erfaringen af 1. verdenskrig med en mistro til autoriteter og til det herskende, meningsfulde sprog.
Blandt de dadaistiske kunstformer er lyddigte og vrøvledigte, collager og fotomontager. Ofte brugtes tilfældighedselementer som en upersonlig, kreativ drivkraft. Det ofte absurde udtryk har en særlig poetisk virkning og nogle gange (især i den tyske gren af dada) en karakter af politisk udsagn.
Navnet "dada" blev "opfundet" af en tysk forfatter ved navn Hugo Ball, omend bevægelsens stifter Tristan Tzara også påstod at have været ophavsmand til udtrykket. "Det intelligente menneske er nu ren standard," sagde Tzara i Zürich i 1915. "Det, vi mangler, er idiotiet. Dada bruger alle sine kræfter på at etablere idiotiet overalt." Kunstmaleren Hans Richter sagde: "Vi ville frembringe et nyt slags menneske, befriet fra fornuftens tyranni, banalitet, generaler, fædreland, nationer, kunsthandlere, mikrober, opholdstilladelser og fortiden. Grundprincippet var at forarge befolkningen." Iført et jakkesæt af skinnende blåt pap og en heksehat, fremførte Hugo Ball sit første bidrag, digtet Karawane, i en natklub i Zürich. 
Der findes mange forklaringer af ordet "dada", og det kan betyde en række forskellige ting på forskellige sprog. En af forklaringerne er, at navnet "dada" blev valgt pga. stilartens karakteristisk barnlige stil, og henviser til den barnlige "da-da"-frase som en guttural og tilsyneladende tilfældig lyd, der æstetisk kan minde om sider af den virvariøse litteratur og kunst. På rumænsk betyder udtrykket "ja", mens det på fransk kan hentyde til en gyngehest.
Et eksempel på et dadaistisk kunstværk er Marcel Duchamps bearbejdning af Leonardo da Vincis berømte maleri af Mona Lisa. Mona Lisa er i Duchamps udgave blevet forsynet med overskæg. Titlen på hans billede er L.H.O.O.Q. Når den udtales på fransk (dvs. bogstaverne hver for sig), lyder det som "elle a chaud au cul", hvilket betyder "hun er varm i røven". Desuden minder titlen om det engelske ord "look" – altså en temmelig direkte opfordring til beskueren.

## Tidlige udøvere
| - Guillaume Apollinaire — Frankrig - Hans Arp — Schweiz, Frankrig og Tyskland - Hugo Ball — Schweiz - Johannes Baader — Tyskland - John Heartfield — Tyskland - Arthur Cravan — USA - Jean Crotti — Frankrig - Theo van Doesburg — Holland - Marcel Duchamp — Frankrig og USA - Max Ernst — Tyskland - Elsa von Freytag-Loringhoven — USA, Tyskland - George Grosz — Tyskland - Marsden Hartley — USA - Raoul Hausmann — Tyskland | - Emmy Hennings — Schweiz - Hannah Höch — Tyskland - Richard Huelsenbeck — Schweiz og Tyskland - Marcel Janco — Schweiz (født i Rumænien) - Clément Pansaers — Belgien - Francis Picabia — Schweiz, USA og Frankrig - Man Ray — USA og Frankrig - Meg Gröss — USA og Tyskland - Hans Richter — Tyskland, Schweiz og USA - Kurt Schwitters — Tyskland - Sophie Taeuber-Arp — Schweiz - Tristan Tzara — Schweiz og Frankrig (født i Rumænien) - Beatrice Wood — USA og Frankrig - Ilia Zdanevich (Iliazd) — Georgien og Frankrig |

## International dada-måned
I december 2005 udråbte borgmester Boog Highberger i Lawrence, Kansas, en international dada-måned, bestående af 4. februar, 1. april, 28. marts, 15. juli, 2. august, 7. august, 16. august, 26. august, 18. september, 22. september, 1. oktober, 17. oktober og 26. oktober. 